# Suore domenicane della Congregazione di Santa Cecilia
Le Suore Domenicane della Congregazione di Santa Cecilia (in inglese Dominican Sisters of the Congregation of St. Cecilia) sono un istituto religioso femminile di diritto pontificio: i membri di questa congregazione pospongono al loro nome la sigla O.P.

## Storia

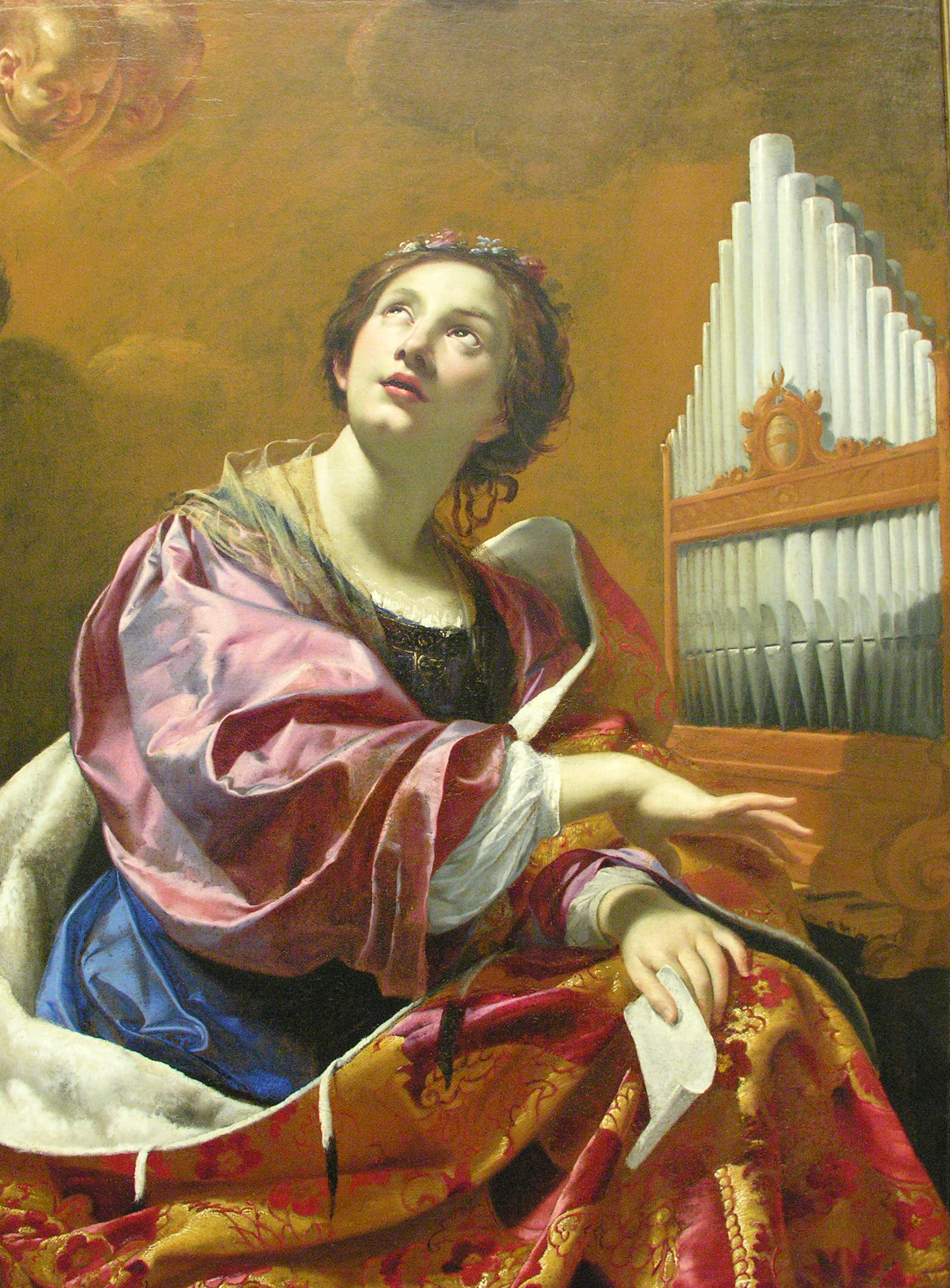
Santa Cecilia, titolare della congregazione

Il 17 agosto 1860 il vescovo domenicano di Nashville, James Whelan, fece giungere da Somerset, nell'Ohio, una comunità di quattro suore della congregazione della Beata Vergine delle Fonti di Columbus: le quattro religiose diedero inizio a una nuova congregazione autonoma per l'educazione della gioventù femminile e aprirono a Nashville la St. Cecilia Academy.
Lo scoppio della guerra di secessione americana impedì alla congregazione di svilupparsi e solo nel 1867 fu possibile aprire un noviziato.
La congregazione, affiliata all'ordine domenicano dal 15 maggio 1913, ricevette il pontificio decreto di lode il 7 luglio 1940 e le sue costituzioni furono approvate definitivamente dalla Santa Sede il 14 luglio 1948.

## Attività e diffusione
Le domenicane della congregazione di Santa Cecilia si dedicano all'istruzione e all'educazione della gioventù in scuole a tutti i livelli e all'insegnamento del catechismo.
Oltre che negli Stati Uniti d'America, sono presenti in Australia e Italia; la sede generalizia è a Nashville.
Alla fine del 2008 la congregazione contava 217 suore in 21 case.